# Martyniwka (obwód wołyński)
Martyniwka (ukr. Мартинівка) – wieś na Ukrainie, w obwodzie wołyńskim, w rejonie łuckim. W 2024 roku liczyła 80 mieszkańców.